# AJISAI
AJISAI（あじさい）は、日本のバンド。2002年6月結成。4人組。グループ名はアジサイの花のように寂しさの中にも華やかさや力強さを表現したいと命名、しかし実は、初めて作った曲が「紫陽花」だったから、バンド名も「AJISAI」にしようという理由で命名したことをウインターソングバトルで明らかにしていた。2012年から、今まで所属していたBUDDY RECORDSからNo Regret Lifeの小田和奏の運営するspiral-motionに移籍。2014年6月をもって活動休止を発表。また2014年2月23日をもって山本太作が脱退。
2014年7月27日、MURO FESTIVAL 2014への出演をもって活動休止。
2015年7月26日、MURO FESTIVAL 2015へ出演し、活動を再開する。
熱唱オンエアバトルにも出場。

## メンバー
松本 俊
（まつもと しゅん、1983年9月19日-） - ボーカル・ギター
作詞･作曲は松本が担当。彼の詞は日本語の美しさを知ってほしいため、英語を使わずすべて日本語で作詞している。

使用ギターはフェンダー・ストラトキャスター、ギブソン・SG
須江 篤史
（すえ あつし、1984年2月1日-） - ギター・コーラス
一部の楽曲の作曲を担当。彼の持っている楽器は数多く、ギブソン・レスポールスタンダード、フェンダー・ストラトキャスター、ギブソン・ES-335、シェクター SD-2、モーリス F-15、ヤマハ NO G.60、エピフォン・フライングV等
Mocchi
（もっち: 本名 岩本 孝文（いわもと たかふみ）、1983年6月2日-） - ベース
熱唱オンエアバトルのセミファイナルの曲は彼が選んだ。その結果433KBで見事にファイナル進出を決めた。
Mocchiは学生時代のあだ名らしい。

### 元メンバー
山本 太作
（やまもと だいさく、1983年10月16日-） - ドラム
スタジオを予約するのは彼の担当でもありバイト先でもある。ハリガネロックのユウキロックに「仕事先なら楽やな〜」と指摘された。
岩崎トモユキ
（いわさき ともゆき-）- ギター
使用ギターは、ギブソン・ファイヤーバード、ギブソン・SGスタンダード、ギブソン・レスポールスタンダードだった。

お笑いコンビ「三拍子」の高倉に顔が似ている。

### サポートメンバー
イトゥーナオヤ
（いとぅー なおや　-） - ドラム

## 概要
- NHK ウインターソングバトルに出場。曲は『紫陽花』で421KBを獲得。しかし5位だったためファイナルには出場ならず。
- NHK 熱唱オンエアバトルにも出場。オンエア率6/6。1番に6連勝をしたバンド。第2回チャンピオン大会にも出場。セミファイナルは433KBでファイナルまで勝ち進んだ。
- 熱唱オンエアバトルでファイナル出場。成績は8位だったが『寺田恵子賞』を受賞。
- AJISAIの詞には英詞は入っておらず「日本語の美しさを知ってほしい」ため歌詞は日本語のみ。
- 五人編成だった当初はギターが２人いたため、松本は現在のようなボーカル&ギターではなくボーカルのみであり、楽曲もポップなものが多かった。岩崎が脱退した後、バンドは現在の編成になっており、その頃から勢いのあるロックバンドに変化していった。しかし1stフルアルバム「sunny umbrella」からは松本が心を込めて歌うアコースティックな曲調の楽曲が目立ちはじめ、ミニアルバム「キミスキセツ」でそのスタイルを確立した。
- 3rd album ｢pocket LIFE｣は以前の曲からまた一歩踏み出した作品となり、賛否両論のアルバムとなる。

## 出演

### テレビ番組
- ウインターソングバトル（2003年冬）
  - 初のTV出演。曲は最初に作った紫陽花。421KBでオンエアされるが決勝には行けず。
- 熱唱オンエアバトル（2004年〜2006年）
  - 番組史上最も勝利数が多いバンド（ウインターソングバトルも含む。成績は熱唱オンエアバトルの結果の項参照）

## ディスコグラフィ

### シングル
|     | 発売日         | タイトル       | 規格品番   | 収録曲 | 備考                            |
| --- | -------------- | -------------- | ---------- | --- | ------------------------------- |
| 1st | 2003年11月19日 | 紫陽花         | PVAD-5     | 1. 紫陽花 2. イノチノハナ | BINARY STAR RECORDS             |
| 2nd | 2004年9月22日  | 無色           | PVAD-7     | 1. 無色 2. 青 3. オレンジ | BINARY STAR RECORDS             |
| 3rd | 2008年8月27日  | 君色ノート     |            | 1. 君色ノート | 配信限定リリース                |
| 4th | 2008年12月3日  | 虹             | DLCK-8121  | 1. 虹 2. タイムカプセル 3. バタフライ 4. 眠らない魚                                                                           | BUDDY RECORDS オリコン最高141位 |
| 5th | 2010年12月15日 | Love lala Love | DLCR-10121 | 1. Love lala Love 2. ふたり 3. 赤い傘 4. Love lala Love (Instrumental Version)                                                | BUDDY RECORDS オリコン最高71位  |
| 6th | 2011年11月9日  | EXIT           | DLCR-11111 | 1. EXIT 2. 君がくれた光 3. AJISAI TOUR2011〜pocket LIFE〜＆one man TOUR2010 FINAL (ハロー・虹・ラストレター・線香花火・未来） | BUDDY RECORDS オリコン最高98位  |

### アルバム
|      | 発売日                                                          | タイトル                 | 規格品番                                | 収録曲 | 備考                            |
| ---- | --------------------------------------------------------------- | ------------------------ | --------------------------------------- | --- | ------------------------------- |
| 1st  | 2007年8月1日                                                    | sunny umbrella           | DLCR-07081                              | 1. アイ コトバ 2. 送信エラー 3. 片道急行 4. あなたがいない世界 5. 桜並木 6. A.M.0:00 7. とびら 8. 手紙 9. rain man 10. アンバランス 11. 神様のおまけ | BUDDY RECORDS                   |
| 2nd  | 2009年3月4日【タワーレコード限定発売】 2009年4月1日【一般発売】 | sayonara terminal        | DLCR-9031                               | 1. 流れ星 2. 虹 3. はづき 4. リメンバー 5. 眠らない魚 6. 君色ノート 7. かくれんぼ 8. サイハテトレイン 9. 失恋レシピ 10. ハルフワリ 11. 花唄 12. リフレイン 13. 交差点 | BUDDY RECORDS オリコン最高223位 |
| 3rd  | 2011年1月12日                                                   | pocket LIFE              | DLCK-11012:初回限定盤 DLCR-11012:通常盤 | 1. ハロー 2. 告白 3. Love lala Love 4. 世界を殴れ 5. 東京 6. 坂道ペダル 7. ラストレター 8. 不感症候群 9. 真夜中の遊園地 10. 遭難信号 11. インストール 12. ただ一人の歌 13. 色彩 初回限定盤DVD 1. アイ コトバ (PV) 2. 桜並木 (PV) 3. 虹 (PV) 4. 流れ星 (PV) 5. 線香花火 (PV) 6. Love lala Love (PV) | BUDDY RECORDS オリコン最高69位  |
| 4th  | 2013年08月21日                                                  | 決して鼓動は鳴りやまない | GUSM-2004                               | 1. アンドロイド 2. 心呼吸 3. 七色カメレオン 4. 逢えてよかった 5. 鱗 6. ソング嘘ター 7. シンプルライフ 8. 星降る夜に 9. 強い人 10. シルバーワゴン 11. ONE | spiral-motion オリコン最高126位 |
| Best | 2014年02月19日                                                  | AJISAI BEST              | DLCR-14021                              | 1. 未来 2. アイコトバ 3. 桜並木(strings ver.) 4. サイハテトレイン 5. 虹 6. 流れ星 7. 君色ノート 8. 線香花火 9. Love lala Love 10. ハロー 11. EXIT | BUDDY RECORDS オリコン最高218位 |

### ミニアルバム
|     | 発売日        | タイトル            | 規格品番   | 収録曲 | 備考                            |
| --- | ------------- | ------------------- | ---------- | --- | ------------------------------- |
| 1st |               | Re:NOTE             |            | 1. モノクローム 2. 僕の世界 3. Sunday 4. 夏の日の終わり 5. はづき 6. オレンジ 7. 未来                              | 自主制作音源                    |
| 2nd | 2006年5月24日 | AJISAI              | LABD-0004  | 1. 未来 2. 世界の果て 3. シアター 4. 心音 5. モノクローム 6. ハルカ                                                | LASTRUM / BUDDY RECORDS         |
| 3rd | 2008年3月12日 | キミスキセツ        | DLCR-8031  | 1. サイハテトレイン 2. 桜並木(strings ver.) 3. つぼみ 4. Runner 5. ノーネーム 6. 春の呼吸                          | BUDDY RECORDS                   |
| 4th | 2010年4月7日  | Y○U                 | DLCR-10041 | 1. コインとランドリー 2. 線香花火 3. 声 4. 鏡 5. 涙が乾いたら 6. 0 7. 少年と僕と、あなたの唄                       | BUDDY RECORDS オリコン最高113位 |
| 5th | 2012年6月21日 | WORLD ENTRANCE e.p. |            | 1. 君がいて 僕がいて 2. 深い森 3. 汚れた世界 4. side by side 5. メビウスの輪 6. 桜が咲いたなら 7. サボテンの独り言 | 会場限定盤                      |

### 参加作品
| 発売日         | タイトル                             | 規格品番   | 収録曲       |
| -------------- | ------------------------------------ | ---------- | ------------ |
| 2008年8月6日   | A SIDE SPLIT Vol,1〜grass field〜    | CTCR-80056 | 3.リメンバー |
| 2008年11月5日  | A SIDE SPLIT Vol,4 〜sunrise field〜 | SECL-705   | 2.かくれんぼ |
| 2013年03月20日 | あっ、良い音楽ここにあります。その参 | FIVER-021  | 13.深い森    |

## ミュージックビデオ
| 監督               | 曲名                                                                    |
| 青木亮二           | 「Love lala Love」「アイ コトバ」「桜並木」「線香花火」「虹」「流れ星」 |
| オオタシンイチロウ | 「アンドロイド」                                                        |
| WAKAME             | 「EXIT」                                                                |

## 出演
- 2010年04月19日・26日・05月03日 - NTV「音龍門」
- 2011年11月25日 - TX「音流〜On Ryu〜」

## 主な出演イベント
- 2008年11月28日 藍空音楽祭
  - 8月21日 ベリテンライブ2011
  - 10月09日 BURNOUT SYNDROMES「新世界方面ツアー」FINAL
- 2012年
  - 2月06日 Laugh Fes vol,よっこいしょ
  - 5月01日 ghostnote「きもちはつたわる」リリース記念パーティー
  - 5月11日〜21日 SPACE AGE ROCKS TOUR 2012 "ぼくらの七日間戦奏"
  - 6月16日 LACCO TOWER「心枯論」リリースツアー「心懇旅行」
  - 7月14日 MURO FESTIVAL 2012
  - 9月01日 RADIO BERRY ベリテンライブ2012 〜HEAVEN'S ROCK Utsunomiya VJ-2〜
  - 12月15日 LAID BACK OCEAN presents 心の箱 tour extra 「WHEN YOU'RE STRANGE」
  - 12月30日 LIVE DI:GA JUDGEMENT 2012
  - 12月31日 Crest YEAR END PARTY 2012 Special 4DAYS!
- 2013年
  - 2月24日 DISK GARAGE MUSIC MONSTERS -2013 winter-
  - 3月20日 Sound Hall a.C 9th anniversary『CENTER CHANNEL』
  - 5月17日 Tour break"サラウンド"FINAL 3MAN LIVE
  - 6月15日・16日・29日 No Regret Life LAST TOUR 2013 "Memory & Record"
  - 6月22日 グッドモーニングアメリカ企画フェス 「あっ、良いライブここにあります。2013」
  - 7月14日 MURO FESTIVAL 2013
  - 7月26日 大ナナイト vol.69〜MAEBASHI DYVER 7th ANNIVERSARY〜
  - 12月16日 Shibuya O-Crest 10周年 Special Week!!〜海闊天空〜
- 2014年
  - 1月10日 ammoflight×ROCKTOWN presents 「〜Delight〜」
  - 1月26日 NUMBER VOGEL『2nd.アルバム「わ・を・ん」リリースツアー 〜五十音よ鳴り響け〜 』
  - 2月05日〜13日 SPACE AGE ROCKS TOUR Feb.2014 "ぼくらの七日間戦奏"
  - 2月23日 DISK GARAGE MUSIC MONSTERS -2014 winter-
  - 7月27日 MURO FESTIVAL 2014
- 2015年
  - 7月26日 MURO FESTIVAL 2015
- 2016年
  - 7月31日 MURO FESTIVAL 2016
- 2017年
  - 6月11日 ミミノコロック吉祥寺
  - 7月22日 MURO FESTIVAL2017
- 2018年
  - 5月27日 MiMiNOKOROCK FES JAPAN in 吉祥寺
- 2019年
  - 5月26日　MiMiNOKOROCK FES JAPAN
  - 7月20日　MURO FESTIVAL 2019
- 2020年
  - 5月24日 MiMiNOKOROCK FESTIVAL JAPAN in 吉祥寺 2020 ※新型コロナウイルスの影響により、開催中止。
- 2022年
  - 5月21日 MiMiNOKOROCKFES JAPAN in KICHIJOJI 2022

## 熱唱オンエアバトルの結果
| オンエア？                                    | 回                                            | 重量（KB） | 順位   | 曲名           |
| --------------------------------------------- | --------------------------------------------- | ---------- | ------ | -------------- |
| ウインターソングバトル 2日目                  | ウインターソングバトル 2日目                  | 421KB      | 5/10位 | 紫陽花         |
| オンエア                                      | 12                                            | 429KB      | 2/10位 | 無色           |
| オンエア                                      | 19                                            | 417KB      | 2/10位 | モノクローム   |
| オンエア                                      | 21                                            | 381KB      | 4/10位 | オレンジ       |
| オンエア                                      | 25                                            | 385KB      | 5/10位 | 未来           |
| オンエア                                      | 39                                            | 437KB      | 2/10位 | はづき         |
| オンエア                                      | 46                                            | 393KB      | 4/10位 | 夏の日の終わり |
| 第2回チャンピオン大会 セミファイナルBブロック | 第2回チャンピオン大会 セミファイナルBブロック | 433KB      | 2/11位 | シアター       |
| 第2回チャンピオン大会 ファイナル              | 第2回チャンピオン大会 ファイナル              | 702KB      | 8/10位 | 未来           |